# جيك باول
جيك باول (بالإنجليزية: Jake Powell)‏ هو لاعب كرة قاعدة أمريكي، ولد في 15 يوليو 1908 في سيلفر سبرينغ في الولايات المتحدة، وتوفي في 4 نوفمبر 1948 في واشنطن العاصمة في الولايات المتحدة.

## وصلات خارجية
- جيك باول على موقع دوري كرة القاعدة الرئيسي (الإنجليزية)
- جيك باول على موقعبيزبول رفرنس.كوم (الدوري الرئيسي) (الإنجليزية)
- جيك باول على موقعبيزبول رفرنس.كوم (الدوري الثانوي) (الإنجليزية)